# Aclista arisba
Aclista arisba är en stekelart som beskrevs av Nixon 1957. Aclista arisba ingår i släktet Aclista, och familjen hyllhornsteklar. Arten är reproducerande i Sverige.